# مايك هارت (لاعب كرة قاعدة أمريكي)
مايك هارت (بالإنجليزية: Mike Hart)‏ هو لاعب كرة قاعدة أمريكي، ولد في 20 ديسمبر 1951 في كالامازو في الولايات المتحدة.

## وصلات خارجية
- مايك هارت (لاعب كرة قاعدة أمريكي) على موقعبيزبول رفرنس.كوم (الدوري الرئيسي) (الإنجليزية)
- مايك هارت (لاعب كرة قاعدة أمريكي) على موقعبيزبول رفرنس.كوم (الدوري الثانوي) (الإنجليزية)